# Rodensteiner Hof

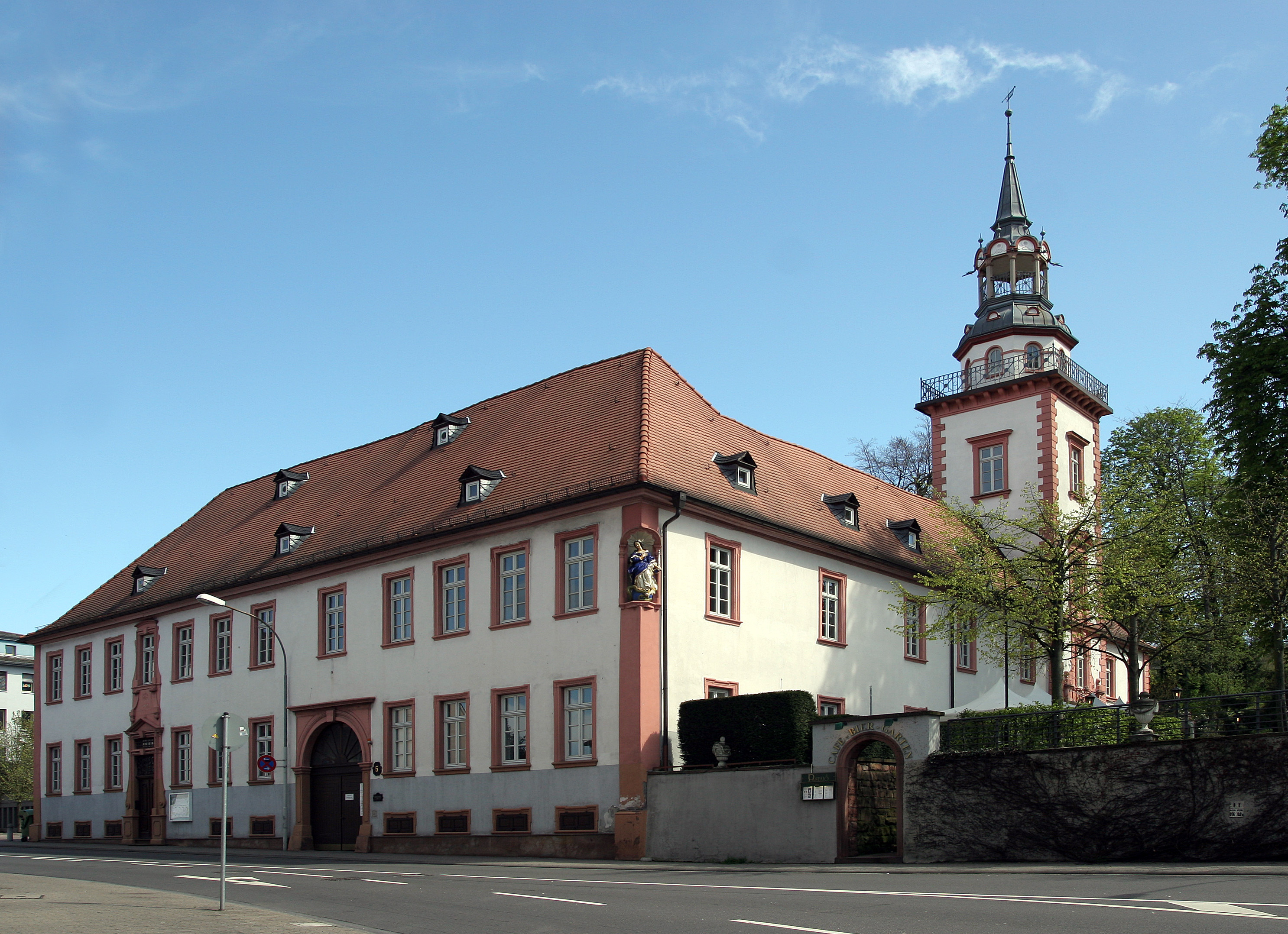
Der Rodensteiner Hof (die Westfassade an der Darmstädter Straße)

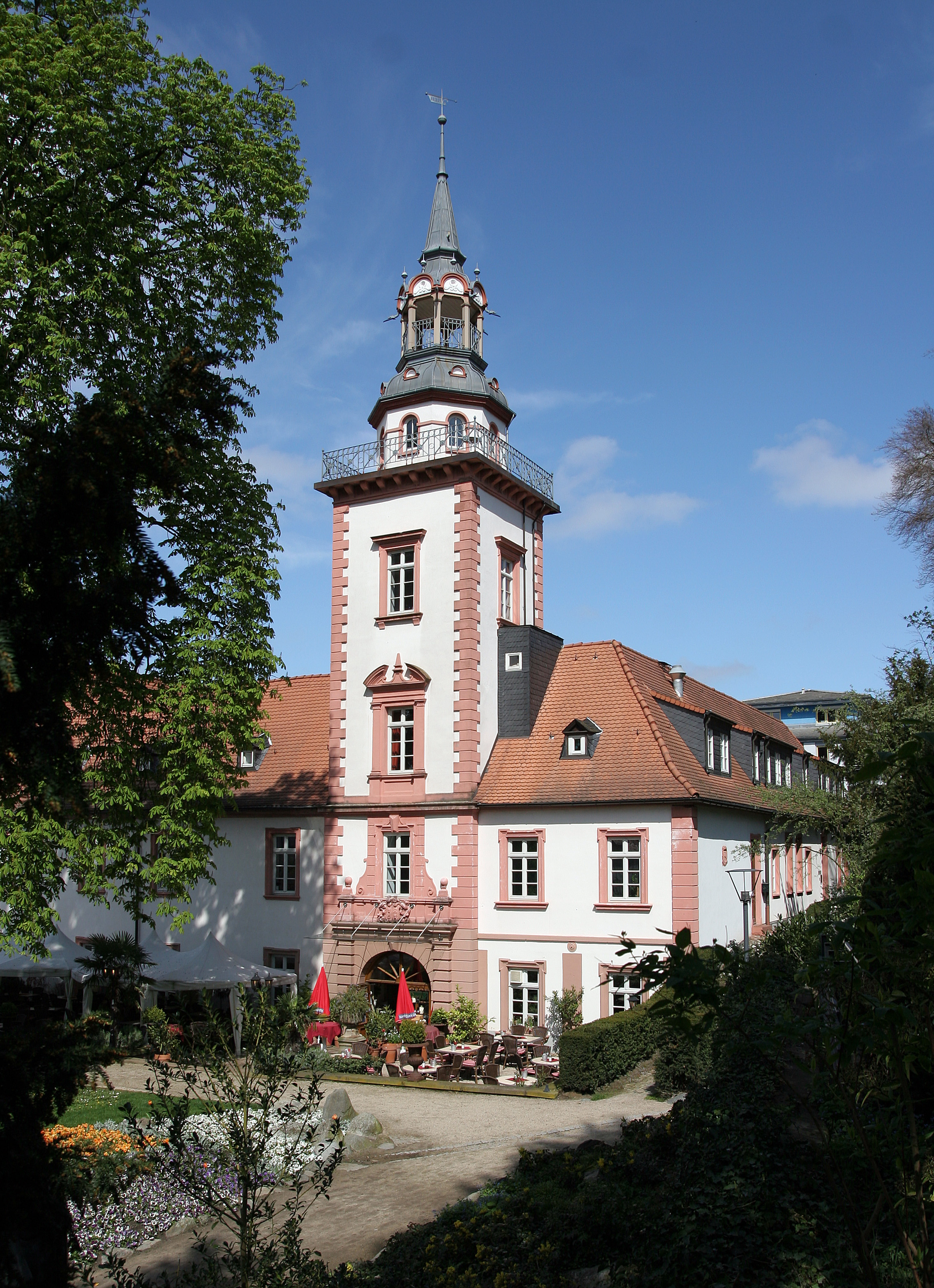
Der Rodensteiner Hof (die Südfassade im Stadtpark)

Der Rodensteiner Hof, auch Bensheimer Schloss genannt, ist ein unter Denkmalschutz stehendes Kulturdenkmal in Bensheim an der Bergstraße. Es handelt sich dabei um einen alten Adelshof.

## Geschichtliches und Gegenwart

Wappen derer von Rodenstein

Der Rodensteiner Hof befindet sich außerhalb der ehemaligen Stadtmauer (Auerbacher Tor). Es wird vermutet, dass schon um 1570 an dieser Stelle ein Wohnhaus stand. Dieses kam in den Besitz der Herren von Rodenstein, die aus Fränkisch-Crumbach kamen. Das Adelsgeschlecht starb 1671 aus und das Gebäude kam in den Besitz der Familie von Haxthausen. Die verkaufte es dann 1698 an den Mainzer Geheimrat Johann Martin Ludwig von Schleiffras. Bereits sieben Jahre später (1705) verkaufte dieser es an den Darmstädter Generalleutnant Johann Rudolf von Pretlack. Bis 1733 blieb von Pretlack in Bensheim. Anschließend ging der Rodensteiner Hof in den Besitz des Pfälzer Geheimrates, Hofkammer- und Oberforstdirektor Franz Caspar von Überbruck und Rodenstein. Die Familie von Überbruck kam aus Lothringen an die Bergstraße. Ihren französischen Namen d'Oultepont hatte sie eingedeutscht. Vom Kaiser bekamen sie die Erlaubnis den Titel „Edle von Rodenstein“ zu führen. Über die damalige Größe und das Aussehen des Hofgutes ist nichts überliefert. Es wird vermutet, dass unter von Pretlack oder durch von Überbruck bis 1739 ein siebenachsiger Hauptbau an der heutigen Darmstädter Straße entstand. Man geht davon aus, dass dabei ältere Bausubstanz verwendet wurde. Überbrucks Sohn Johann Heinrich Adam ließ ab 1742 vermutlich noch einen weiteren Ausbau nach Süden und Osten durchführen.
In der zweiten Hälfte des 19. Jahrhunderts wurden erhebliche Umbaumaßnahmen am Rodensteiner Hof durchgeführt. So wurde 1883 der imposante Turm errichtet. Nach dem Aussterben der von Überbrucks 1904 ging das Anwesen in das Eigentum der Stadt Bensheim über. Diese versuchte den Rodensteiner Hof vergeblich zu verkaufen. In den Folgejahren wurde der Rodensteiner Hof vielseitig genutzt. Ab 1905 beherbergte es das jüdische Bankhaus Julius Bauer. Danach die Hessische Staatsdomäne, die Eisenbahndirektion, die Reichsbank-Nebenstelle, die Kreisleitung der NSDAP und die Sparkasse. Als 1945 das Bensheimer Rathaus zerstört wurde, nutzte die Stadt Bensheim den Rodensteiner Hof bis 1983 als Rathaus.
Von 1984 bis 1989 blieb der gesamte Gebäudekomplex ungenutzt. Im September 1990 kauft ein privater Investor den Rodensteiner Hof und sanierte ihn bis 1992 grundlegend. Heute beherbergt der Rodensteiner Hof neben Büroräumen ein Café und Wohnungen.

## Anwesen und Aufbau
Der Rodensteiner Hof ist eine geschlossene vierseitige Anlage, die sich um einen Innenhof gruppiert. An der Darmstädter Straße befindet sich das große Hauptgebäude. Es ist zweigeschossig und trägt ein Walmdach. Die Wände sind mit Kalk- und Backsteinen vermauert und tragen einen weißen Putz. Die Gebäudefassade wurde zwölfachsig unterteilt und die Kanten sind durch Lisenen betont. Der Südflügel ist ebenfalls zweigeschossig und hat acht Fensterachsen. Der Turm von 1883 hat eine rundbogige Durchfahrt. An seinen Ecken ist der Turm versetzt gequadert. Er endet oben mit einem weit überkragenden konsolgestützten Gesims. Den Abschluss des Turmes bildet ein oktogonales Türmchen mit Haube und Spitzhelm.

## Parkanlage
Zum Rodensteiner Hof gehört eine großzügige Parkanlage, der Bensheimer Stadtpark. Vom Stil her erinnert er an einen kleinen englischen Landschaftspark. In ihm befindet sich unter anderem ein runder Pavillon auf Backsteinstützen. Im Pavillon ist eine aus Marmor gehauene, allerdings beschädigte Figurengruppe (Amor und Psyche).
Bis 2002 stand im Osten des Parks ein aus Granitquadern gefertigtes Denkmal. Am 6. September 1936 wurde es vom hessischen Gauleiter und Reichsstatthalter Jakob Sprenger als Kreisehrenmal eingeweiht. Es sollte an den gewaltsamen Tod von sechs Nationalsozialisten in der Zeit zwischen 1929 und 1933 erinnern. Gebaut wurde das Denkmal auf Initiative des Bensheimer Bürgermeisters und NSDAP-Kreisleiters Georg Brückmann. Das „Kreisehrenmal“ bestand aus sechs Quadern. Auf einem kleinen Quader saß ein Bronzeadler mit Hakenkreuzemblem. Entworfen hatte das Denkmal der Auerbacher Bildhauer Tilman Zobel. Er wurde von dem Freiburger Bildhauer Hermann Geibel beraten. Hakenkreuz, Adler und nationalsozialistische Inschriften wurden bis spätestens Sommer 1945 entfernt. Eine Umgestaltung zum Kriegsgefangenen-Mahnmal erfolgte 1953. Dabei wurde eine Feuerschale in das Denkmal integriert. 1956 kam dann eine weitere Umgestaltung. Das Denkmal wurde nun zum „Ehrenmal für die Bensheimer Gefallenen aller Kriege seit 1866“ deklariert. Die Feuerschale wurde durch ein Eisernes Kreuz ersetzt. Um das Denkmal wurde eine Umfassungsmauer mit Altarschrein errichtet. 2002 wurde das Denkmal entfernt.
Eine Reihe bildhauerischer Arbeiten finden sich im Park verteilt. Auf der Mauer zur Darmstädter Straße befinden sich Putten, die die Jahreszeiten darstellen, sowie Vasen. Im Nordwesten hinter dem Rodensteiner Hof steht die Figur einer tanzenden Hofdame. Bei den Werken handelt es sich um Kopien von Kunstwerken des Bamberger Hofbildhauers Ferdinand Tietz. In der Zeit von 1765 bis 1768 hatte er sie für den Schlosspark in Veitshöchheim geschaffen.
An einer Maueröffnung zum oberhalb des Parks gelegenen Kirchbergs, befinden sich zwei Grenzsteine – vermutlich aus dem 18. Jahrhundert. Sie zeigen das Mainzer Rad beziehungsweise den Hessischen Löwen.